# Следующие 100 лет: Прогноз событий XXI века
Следующие 100 лет: Прогноз событий XXI века (англ. The Next 100 Years: A Forecast for the 21th Century) — книга американского политолога Джорджа Фридмана, где приводится его прогноз изменений в геополитике, которых можно ожидать в мире в XXI веке.
Фридман предполагает, что Соединённые Штаты останутся доминирующей глобальной сверхдержавой на протяжении XXI века, и что история XXI века будет состоять в основном из попыток других мировых держав оспорить доминирование Северной Америки. Книга также даёт некоторые экономические, социальные, технологические прогнозы на XXI век.

## Содержание

### Вторая холодная война
В 2010-х годах конфликт между США и исламским фундаменталистами успокоится, и начнётся вторая холодная война между Соединёнными Штатами и Россией, не такая крупная, как первая, и гораздо короче. Это будет характеризоваться российскими попытками расширить свою сферу влияния в Центральной и Восточной Европе, одновременно с наращиванием российских военных возможностей. В течение этого периода российские военные будут представлять региональную проблему для Соединённых Штатов. США, возможно, станет близким союзником некоторых стран Центральной и Восточной Европы, которые в этот период будут активно противостоять российским геополитическим угрозам. Фридман полагает, что это будут Польша, Чехия, Словакия, Венгрия и Румыния. Примерно в 2015 году польским руководством будет создан «Польский Блок» стран Восточной Европы.
Экономика Китая возрастёт во много раз и обгонит ВВП всех государств; также КНР будет развивать военный и промышленный потенциал, что уже в 2040-х годах столкнёт Китай с другими мировыми сверхдержавами, такими как Россия и Индия. На геополитическом горизонте по очереди взойдут новые звёзды: Япония, Турция, Польша, Мексика.
Россия попытается восстановить контроль над постсоветским пространством в 2020-х годах, но после этого рухнет и развалится уже окончательно, не выдержав конкуренции с более сильными государствами.

### Фрагментация России и Китая
В начале 2020-х годов новая холодная война закончится в момент, когда экономические деформации и политическое давление на Россию, вкупе с уменьшающимся населением России, плюс плохая инфраструктура, приведут к полному разрушению федерального правительства России; этот процесс произойдёт примерно так же, как развалился СССР. Другие страны, бывшие республики Советского Союза, разрушатся тоже.
Примерно в это же время материковый Китай (КНР) будет политически и культурно раздроблен. В книге утверждается, что чересчур быстрое экономическое развитие Китая вызовет социальное напряжение из-за неравенства в китайском обществе. Региональная напряжённость в КНР будет расти между процветающими прибрежными районами и бедными внутренними районами. Фридман даёт два возможных сценария: первый — чтобы удержать страну от фрагментации, правительство уменьшит или сведёт на нет влияние внешних интересов и введёт власть «железного кулака»; второй — Китай будет постепенно рассыпаться на автономные провинции, в то время как центральная власть постепенно утратит большую часть своей реальной власти. В книге автор настаивает, что постепенная фрагментация является наиболее вероятным сценарием.
В 2020-х годах фрагментация материкового Китая, а ближе к 2030-м годам — распад Российской Федерации, оставит Евразию в хаосе. Найдутся новые державы, которые перераспределят сферы влияния в этом районе, и в большинстве случаев региональные лидеры сдадутся «без боя». В России Чечня и другие мусульманские регионы, а также Дальний Восток, обретут независимость. Финляндия аннексирует Карелию, а Румыния аннексирует Молдавию. Тибет обретёт независимость с помощью Индии, а Тайвань (ОКР) расширит своё влияние в континентальном Китае, в то время как Соединённые Штаты Америки и европейские державы вместе с Японией восстановят региональные сферы влияния в Китае.

### Появление новых сил
В 2020-х и 2030-х годах о себе заявят три страны: Турция, Польша и Япония. Изначально, при поддержке Соединённых Штатов, Турция будет расширять свою сферу влияния и станет региональной державой, примерно как это было во времена Османской империи. Турецкая сфера влияния будет простираться в фрагментированном арабском мире, а также на север, в Россию и другие страны, бывшие республики Советского Союза. Израиль, пожалуй, будет единственной страной, которая будет входить в сферу интересов США, но единственной страной Средиземноморья вне турецкого влияния; так или иначе он будет вынужден найти компромисс с Турцией.
Между тем, Япония будет расширять своё экономическое влияние в регионы прибрежной зоны Китая, на бывший российский Дальний Восток и тихоокеанские острова. Фридман предсказывает, что в течение этого периода Япония будет менять свою внешнюю политику, становясь все более геополитически агрессивным государством. Фридман предсказывает, что Япония будет строить военные силы, способные реагировать на региональные угрозы во всей Восточной Азии.
Наконец, Польша будет продолжать руководить военным союзом, «Польским Блоком». Польша и её союзники будут главной силой, Польше по силам восстановить Речь Посполитую. (Польско-литовская республика или Федерация Королевства Польского и Великого княжества Литовского и Русского.) Обладая существенной военной силой, Польша будет расширять своё влияние в пространство бывшей Европейский России; одновременно она начнёт конкурировать с Турцией из-за установления влияния в важном экономическом регионе долины реки Волги. Примерно в это же время появятся военные космические программы. Одновременно с другими странами, Япония и Турция будут развивать военный потенциал в космосе.

### Нарастание напряжённости
К 2020 году Соединённые Штаты будут в союзе с тремя державами: Турцией, Польшей и Японией (в союзе с Турцией и Японией США будут уже около 75 лет). Тем не менее, в годы после окончания Второй холодной войны и распада России ситуация США постепенно усложнится, потому что Турция и Япония расширят свою военную мощь и экономическое влияние, и новые региональные сферы влияния Турции и Японии начнут угрожать американским интересам. Рост турецкой и японской морской силы и их военные действия в этом пространстве будет особенно тревожными для Соединённых Штатов.
Япония и Турция, имеющие схожие интересы, скорее всего сформируют альянс ближе к концу 2040-м годам в попытке противостоять подавляющей глобальной мощи Соединённых Штатов. В потенциальных противостояниях Соединённые Штаты скорее всего будут в союзе с «Польским Блоком», вероятно, с укрепившимся Китаем, Индией, объединённой Кореей и Британским Королевством. Глобальная напряжённость 2040 годов будет результат конкуренции между этими двумя альянсами.

### Демографические изменения
В книге прогнозируется, что десятилетия низкой рождаемости в развитых странах, особенно в Европейских, приведёт к культурным, социальным и политическим изменениям в первой половине XXI века. В таких странах будут экономические и социальные напряжения, вызванные уменьшением процента трудоспособного населения и увеличением процента стареющего. В результате, десятилетия 2020-х годов и 2030-х годов ознаменуются конкуренцией за иммигрантов.
В частности, Соединённые Штаты существенно облегчат иммиграционный контроль и попытаются привлечь как можно больше иностранцев — особенно мексиканцев.
Тем не менее, где-то к концу века роботы массово вытеснят рабочих, и появившаяся массовая безработица в Соединённых Штатах приведёт к избытку рабочей силы, США снова ограничит иммиграцию.

### Третья мировая война
В середине XXI века, примерно в 2050-х годах, начнётся третья мировая война между Соединёнными Штатами, странами «Польского Блока», Великобританией, Индией, Китаем (одна из сторон конфликта) и Турцией и Японией (другая сторона конфликта). Германия и Франция вступят в войну на поздних стадиях на стороне Турции и Японии. Фридман предполагает, что война начнётся с хорошо скоординированной турецко-японской атаки против Соединённых Штатов и их союзников; как один из вариантов, конкретная дата и время могут быть 5:00 вечера 24 ноября 2050 года (День благодарения).
Первоначальный удар турецко-японского альянса искалечит военный потенциал Соединённых Штатов и их союзников в космосе. Турецко-японский альянс будет пытаться вступить в переговоры, требуя США принять сторону турецко-японского альянса в качестве собрата сверхдержав. Тем не менее, Соединённые Штаты будут отвергать условия и идти на войну, отказавшись принять факт турецкой и японской гегемонии над Евразией. Первый удар, который парализует вооружённые силы США, даст турецко-японскому альянсу тактическое преимущество; Что приведёт к тому, что турецко-японский альянс победит, и заставит США признать тот факт, что они теперь не единственная сверхдержава в мире, и поставят их в ряд с остальными сверхдержавами. Однако так же Фридман рассматривает второй вариант: сначала турки, японцы и немцы (в качестве примера одного из Западно-Европейских государств) ведут победоносные войны, но в результате поляки, при поддержке США все таки победят, и получат влияние в Адриатическом море, тем не менее, такой исход Фридман считает маловероятным.
Основное оружие войны будет сверхзвуковой самолёт дальнего назначения и пехота, оснащённая новым видом брони с экзоскелетом. Контроль космического (видимо, околоземного) пространства будет иметь решающее значение; космические системы оружия и военные силы в космосе будут играть важную роль. Война продлится около двух или трёх лет, но, по словам Фридмана, будет ограниченной, и будет разительно отличаться от тотальных войн 20 века, например, Второй Мировой Войны. Фридман утверждает, что это будет связано с тем, что все основные силы, вовлечённые в конфликт, будет обладать ядерным оружием, и что использование высокоточного оружия будет минимизировать сопутствующий ущерб. По приблизительным оценкам, потери населения будут в пределах 50 000 жизней.

### Послевоенный период
После войны, в 2050-х годах, в Соединённых Штатах начнётся послевоенный бум, который продолжится и в 2060-х годах. Экономический бум придёт в результате увеличения расходов на оборону, которые приведут к развитию новых технологий; всё вместе это будет способствовать резкому экономическому росту и увеличению североамериканского влияния по всему миру. Кроме того, экономические проблемы 2000-х годов, появившиеся как результат массового выхода на пенсию поколения бэби-бумеров исчезнет, когда последний представитель этого поколения исчезнет.
Соединённые Штаты останутся главной доминирующей державой в военном и политическом отношении, а также будут продолжать освоение космоса. Между тем, Турция сохранит большую часть сферы влияния, хотя её де-факто империя будет становиться все менее спокойной в результате поражения, в то время как Япония потеряет свою сферу влияния. Согласно подписанному в конце войны соглашения, не в малой степени продиктованному США, на Турцию и Японию будут наложены новые военные ограничения, хотя на практике они будут невыполнимыми и просто будут «унижением побеждённых силой победителей».
Между тем, как результат победы в войне, влияние Польши будет расти за счёт «Польского блока». Хотя инфраструктура и экономика страны будут разрушены, Польша будет использовать эту расширившуюся сферу «Польского блока» для восстановление своей экономики. Рано или поздно Соединённые Штаты отреагируют на растущую силу «Польского блока» как потенциальную угрозу в будущем, и для предотвращения польской гегемонии в Европе Соединённые Штаты попытаются объединиться бывшим врагом, Турцией, а также Великобританией. Также, США будет активно выступать против использования космоса в военных целях.

### Американо-мексиканский конфликт
Согласно книге, Северная Америка останется центром притяжения для глобального экономического и политического строя, по крайней мере ещё несколько столетий после 21-го века. Тем не менее, это не гарантирует, что Соединённые Штаты всегда будут доминировать Северную Америку. В течение десятилетий после войны, начиная с 2070-х годов, напряжённость между Мексикой и Соединёнными Штатами будет расти. После десятилетий массовой иммиграции, многие части Соединённых Штатов, особенно на юго-западе, станут этнически, культурно и социально мексиканскими. В течение этого периода, многие этнические мексиканцы, живущие на юго-западе США, особенно те, кто живёт в мексиканских общинах, будут все больше избегать ассимиляции в североамериканской культуре. Эти демографические изменения будут необратимыми, и большинство мексиканцев в юго-западе США рано или поздно будут называть себя мексиканцами, а не североамериканцами, и их национальная лояльность будет связана с Мексикой, а не с Соединёнными Штатами. В течение этого периода Мексика будет испытывать существенный экономический рост и прирост населения, а к концу 21-го века военная и экономическая мощь Мексики вырастет настолько, что она будет в состоянии бросить вызов Соединённым Штатам. В дополнение к мятежам мексиканских сепаратистов, политическая, культурная и военная напряжённости между Соединёнными Штатами и Мексикой будет расти, и приведёт к полномасштабной конфронтации.
Это будет кризис между Соединёнными Штатами и Мексикой, который Соединённые Штаты не смогут решить за счёт использования военной силы. Большая часть мира, опасаясь североамериканского господства, будет тайно надеяться на победу Мексики, особенно Польша и Бразилия, но кроме них никто не отважится вмешиваться напрямую. Окончательный прогноз Фридмана предполагает, что этот конфликт может продолжиться в 22-м веке.

### Технологические прогнозы
Среди технологических предсказаний, сделанных в книге, присутствуют разработка гиперзвукового самолёта и ракет для космической техники нового поколения, которые ускорят развитие лунных военных баз и пилотируемых военных орбитальных платформ (называемых в книге «боевыми звёздами»); также упоминаются роботизированные бронированные боевые костюмы для пехотинцев, работающие на солнечной энергии. К тому времени большинство энергетических нужд Земли будет покрываться энергией в виде солнечной энергии, сфокусированной и переданной спутниками в виде излучения на приёмные станции на поверхности Земли; тем самым закончится зависимость от углеводородов. Новые достижения в робототехнике и генной науке приведут к значительному увеличению производительности труда, но возникнет безработица, как результат роботизирования рабочих мест, но одновременно значительно увеличится продолжительность жизни человека. Автор также намекает на широкое распространение ядерного оружия, утверждая, что Япония, Турция и Польша будет иметь ядерное оружие к середине века, в то время как уже будет более ста лет, как технология построения ядерного оружия перестанет быть государственной тайной.

### Уточнение прогнозов (на 2015 год)
В 2015 году Stratfor опубликовал редактированный прогноз на 2015—2025 годы, который уточнил первоначальные прогнозы, сделанные в книге. Первоначальное предсказание разрушения правительства России заменено на постепенную утрату центральной власти; регионы не отделяются и становятся независимыми, а получают частичную автономию. Также был пересмотрен прогноз полного разрушения Китая; взамен был предложен сценарий резкого ужесточения центральной авторитарной власти.

## Издания
- Джордж Фридман, «Следующие 100 лет: Прогноз событий XXI века», М.: Эксмо, 2010. — 336 с.